# Cmentarz chrześcijański w Karaczi

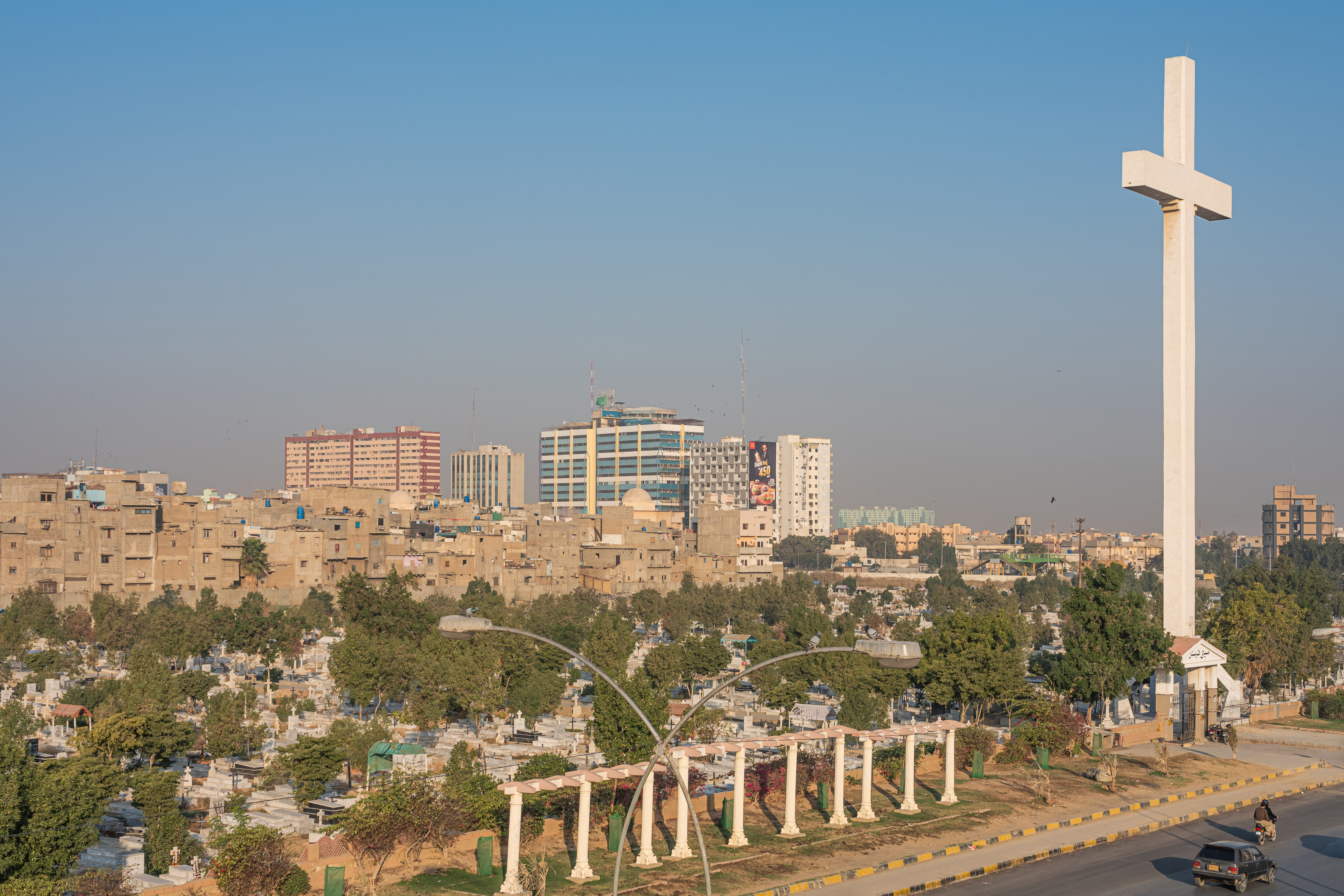
Cmentarz chrześcijański w Karaczi

Cmentarz chrześcijański w Karaczi – zwany Gora Qabristan (w wolnym tłumaczeniu – cmentarz białych). 
Cmentarz powstał za czasów panowania brytyjskiego w XVII w. Umiejscowiony jest przy głównej ulicy Karaczi – Sharah-e-Faisal. Jest największym cmentarzem chrześcijańskim w Azji. Do 1981 roku cmentarz podzielony był na część protestancka i katolicką, jednak mur dzielący cmentarz został rozebrany i obie części zostały połączone. 
Początkowo chowano na nim tylko Brytyjczyków, lecz z czasem stał się on dostępny dla wszystkich chrześcijan. Znajdują się na nim groby żołnierzy i osób prywatnych z czasów I wojny światowej oraz z czasów II wojny światowej.

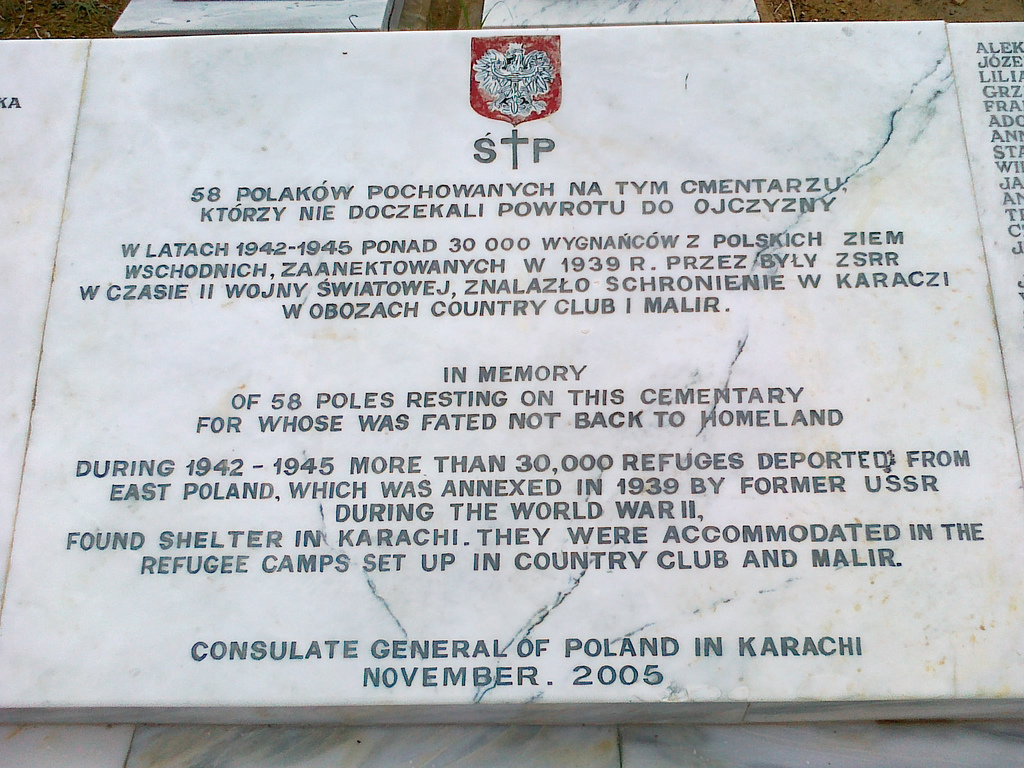
Płyta pamięci zmarłych uchodźców

W centralnej części cmentarza znajduje się 58 grobów Polaków, którzy nie doczekali powrotu do ojczyzny – polskich uchodźców przebywających w obozie przejściowym Karaczi Country Club, a także generała Pakistańskich Sił Powietrznych Władysława Turowicza (1908–1980). Generał po II wojnie światowej przybył do Pakistanu z grupą polskich oficerów i techników. Za swoje zasługi we współtworzeniu Pakistańskich Siły Powietrznych (PAF) otrzymał najwyższe odznaczenia pakistańskie. W 2005 roku dzięki staraniom konsulatu generalnego RP w Karaczi odnowiono groby i płytę zawierającą listę pochowanych Polaków.
Poniżej lista 58 Polaków pochowanych na cmentarzu chrześcijańskim w Karaczi – Gora Qabristan
| Imię i nazwisko         | Data śmierci | Wiek      |
| ----------------------- | ------------ | --------- |
| Filip Lis               | 12.1942      | brak inf. |
| Stanisława Stano        | 10.12.1942   | 33        |
| Franciszka Piechowska   | 12.1942      | 14        |
| Leokadia Węcka          | 01.12.1942   | 40        |
| Zofia Nabierzko         | 28.11.1942   | 33        |
| Andrzej Cichy           | 20.11.1942   | 60        |
| Franciszka Smęda        | 17.11.1942   | 28        |
| Albina Kraś             | 03.11.1942   | brak inf. |
| Genowefa Fiołek         | 10.11.1942   | 15        |
| Eugeniusz Keller        | 27.10.1942   | 11        |
| Jan Popowski            | 12.1942      | 2         |
| Waldemar Zawadzki       | 16.10.1942   | 10        |
| Feliks Przybyłowicz     | 16.11.1942   | 67        |
| Helena Olszewska        | 04.11.1942   | 57        |
| Józefa Bednarska        | 17.11.1942   | 66        |
| Kazimierz Gogojewicz    | 13.10.1942   | 18        |
| Stanisław Żurawski      | 13.10.1942   | 5         |
| Tadeusz Litwiński       | 15.11.1942   | 7         |
| Zofia Kunejko           | 03.10.1942   | 42        |
| Władysław Operchal      | 23.11.1942   | 1 dzień   |
| Ryszard Mactorowski     | 21.09.1942   | 9         |
| Jadwiga Mejnartowicz    | 11.11.1942   | 57        |
| Irena Grzelczyk         | 07.09.1942   | 72        |
| Elżbieta Pieczunkiewicz | 06.11.1942   | 72        |

| Imię i nazwisko        | Data śmierci | Wiek       |
| ---------------------- | ------------ | ---------- |
| Aleksander Gąsiorowicz | 1942         | brak inf.  |
| Józef Nejman           | 07.05.1945   | 5 miesięcy |
| Liliana Giebułtowicz   | 26.01.1942   | 09         |
| Grzegorz Cupik         | 15.12.1942   | brak inf.  |
| Franciszka Kuz         | 16.10.1944   | 43         |
| Adolf Chotary          | 15.10.1944   | 55         |
| Anna Duduk             | 11.12.1942   | 01         |
| Stanisława Parzych     | 01.09.1944   | 5 miesięcy |
| Wilhelmina Matuszczyk  | 11.10.1944   | 74         |
| Janina Dopieralska     | 06.10.1944   | 28         |
| Antonina Harasimowicz  | 05.10.1944   | 52         |
| Teresa Kozłowska       | 21.09.1944   | 12         |
| Czasław Wierzbowski    | 06.08.1944   | 04         |
| Jerzy Misiąg           | 18.06.1944   | 06         |
| Ruszczak               | 30.06.1942   | 07         |
| Janina Falkowska       | 05.11.1942   | 03         |
| Wanda Zając            | 02.07.1944   | 22         |
| Sergiusz Doliński      | 17.06.1944   | 57         |
| Maria Jasińska         | 23.01.1944   | 01         |
| Bronisława Urban       | 17.07.1943   | 03         |
| Aleksandra Rasz        | 06.12.1942   | 63         |
| Władysław Kubinowski   | 31.09.1943   | 40         |
| Wienczysław Wincza     | 08.09.1942   | 62         |
| Tekla Sumek            | 15.05.1943   | 66         |
| Genowefa Gałka         | 06.09.1943   | 36         |
| Jan Mieszko Miestowski | 06.06.1943   | 22         |
| Zofia Niezierska       | 24.05.1943   | 25         |
| Zofia Gerc             | 05.06.1943   | 42         |
| Julia Bożek            | 13.05.1943   | 63         |
| Salomea Kowalczuk      | 21.01.1943   | 63         |
| Gertruda Oliwka        | 05.01.1943   | 52         |
| Sabina Wawrzyńczyk     | 22.03.194?   | 36         |

| Imię i nazwisko     | Data śmierci | Wiek      |
| ------------------- | ------------ | --------- |
| Zofia Piwowar       | 30.05.1945   | 23        |
| Franciszek Nowiński | 12.1945      | brak inf. |

Źródło:
Konsulat Generalny RP w Karaczi I.M